# Козьмо-Дем'янівський монастир

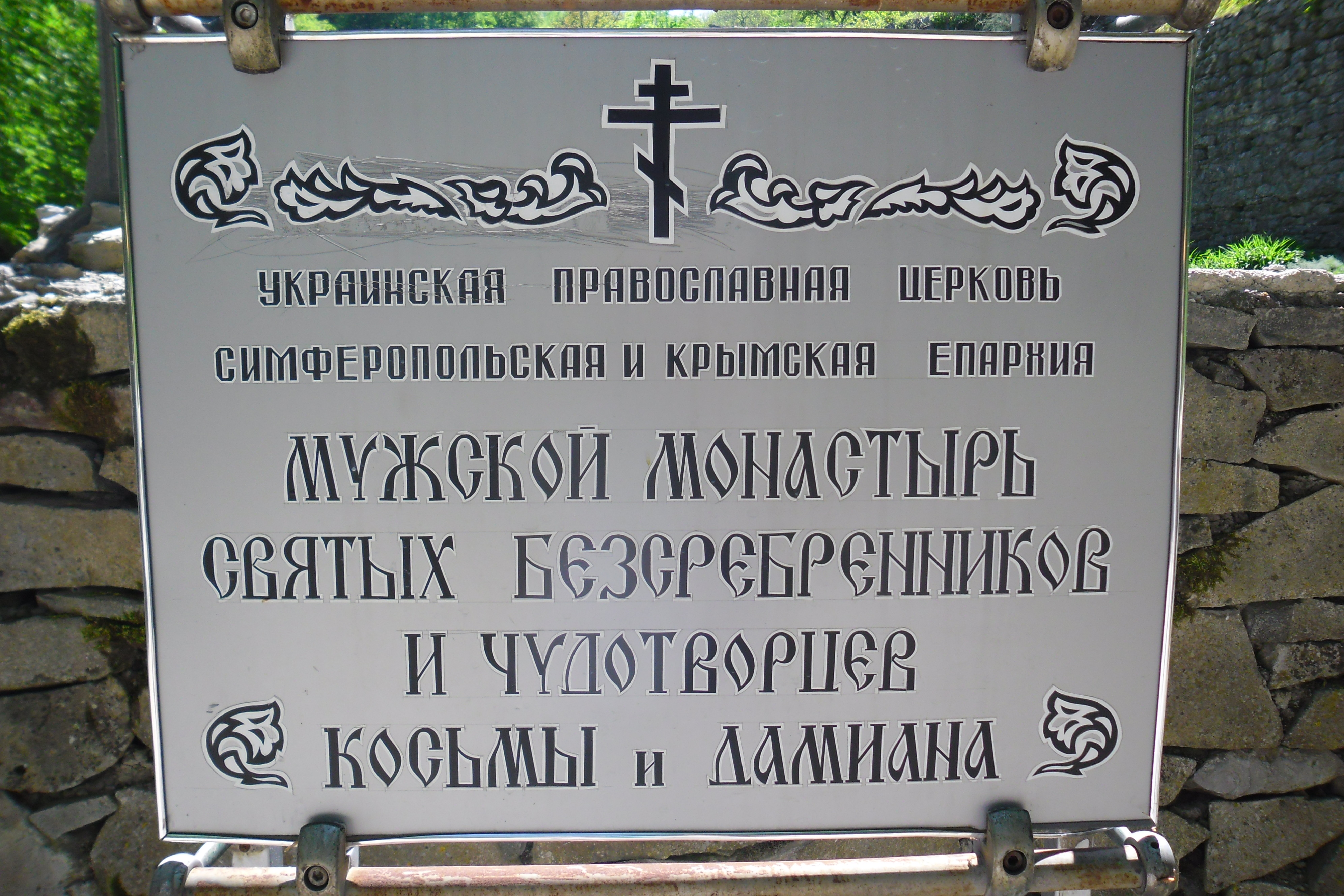
Козьмо-Дем'янівський монастир

Козьмо-Дем'янівський монастир на мапі району Бабуган-яйли.

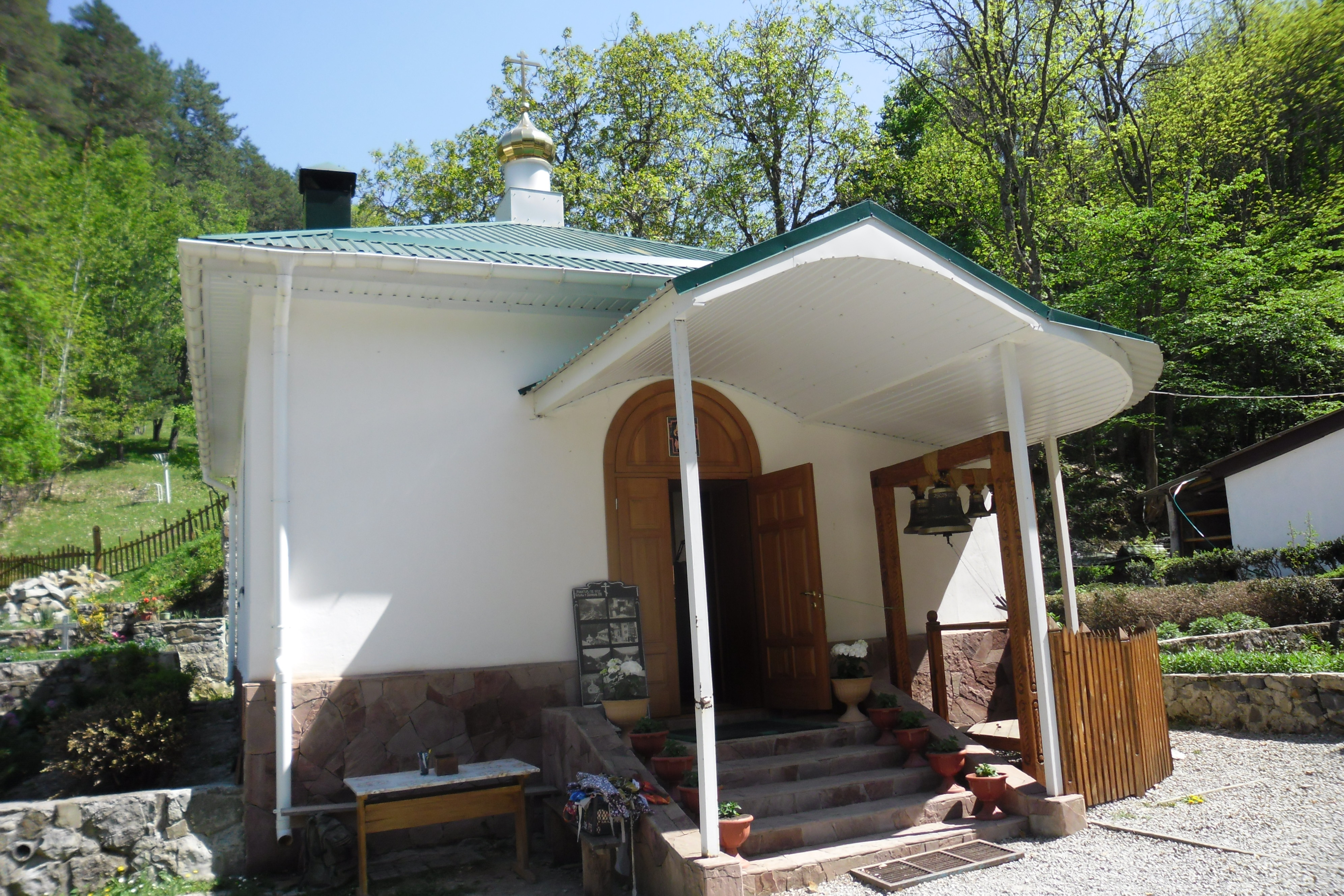
Церква на території монастиря.

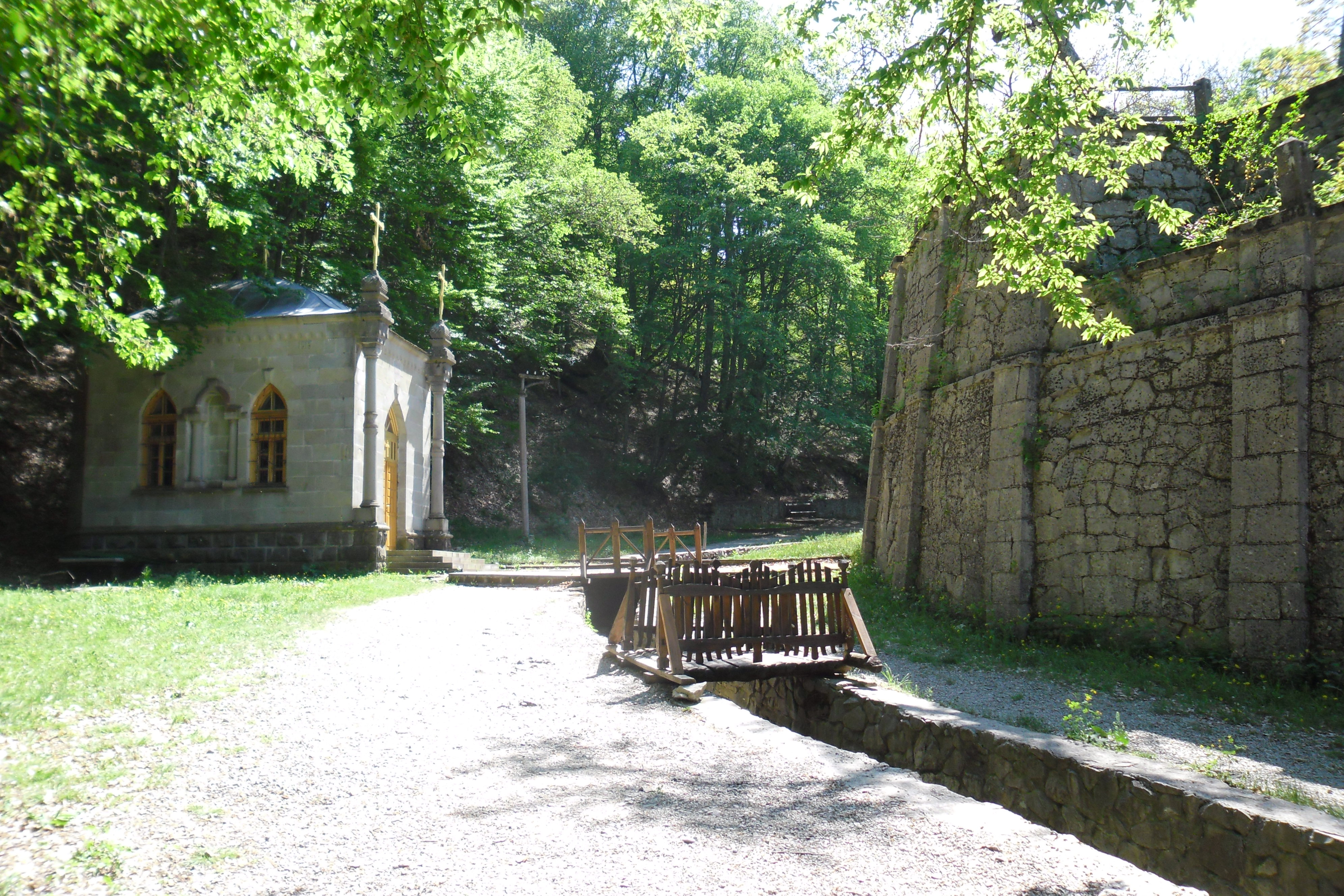
На території монастиря.

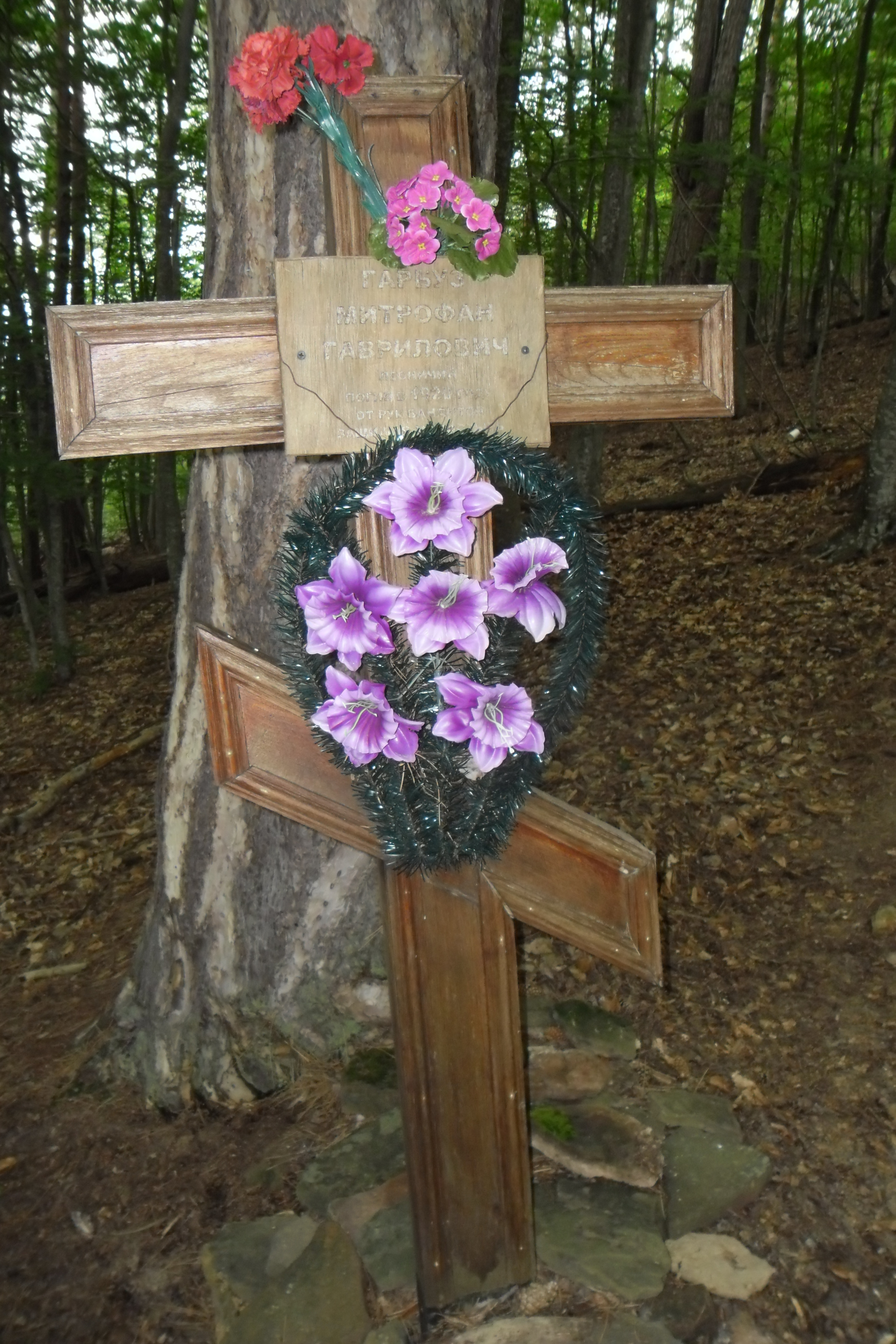
Поховання лісника Гарбуза М. Г. неподалік монастиря. 1920-ті роки.

Козьмо-Дем'янівський монастир (Космо-Даміанівський монастир) (також святих Косьми і Даміана) — в Криму на Бабуган-Яйлі, на території Кримського заповідника в оточенні гір Чорна, Велика Чучель і Мала Чучель, хребта Великий Коник. Знаходиться за 20 км від Алушти.

## Історія монастиря
Монастир створено в 1856 р. стараннями архієпископа Херсонського і Таврійського Інокентія, який під час своєї подорожі по святих місцях Криму відвідав джерело святих Косьми і Даміана. Вода цього джерела вважається цілющою. Легенда про джерело говорить, що з'явилося воно завдяки молитвам святих лікарів-чудотоворців Косми і Даміана, які перебували в цих краях.
Але в 1898 р. монастир було закрито за пияцтво та розпусту ченців і знову відкрито в цьому ж році як жіночий. Про цей період можна прочитати у "Старому альбомі" письменниці Лії Попової: "У 1899 році чоловіча кіновія за указом Синоду була перетворена в жіночий монастир. Першою настоятелькою була ігуменя Варсонофія (Ксенія Акулова), благочинна Топловського жіночого монастиря (померла в 1919 році, похована в монастирі). Її стараннями в 1903-1905 роках в монастирі була влаштована кам'яна підпірна стіна для зміцнення тераси, на якій стояла церква Косьми і Даміана. У жіночій обителі з'явилися прекрасні сади, особливо славилася обитель грушами, деякі дерева плодоносять і до сьогодні. Крім садівництва займалися городництвом, розводили корів, дрібну живність. Черниці славилися як майстерні рукодільниці: плетіння мережив, вишивка бісером, шиття – щоденне заняття послушниць ". Позитивні зміни в монастирі віддзеркалені і в довіднику О.Литвинової "Крим. Православні святині": "Працьовитість і дисципліну, заведені в зразковому Троїце-Параскевієвському монастирі, сестри перенесли в нову обитель. Незважаючи на бідність, господарство стало поступово налагоджуватися. Зробили капітальний ремонт будівель, привели в порядок територію монастиря, побудували кам'яні підпірні стіни, що зміцнили терасу, на якій стояла церква, нові келії, просфірня, хлібопекарню, майстерні, пральні та інші господарські споруди. Чистота і порядок, заведені в обителі, знову привернули прочан".
За радянської влади у 1920-1930-х рр. монастир закрили, а в його приміщеннях розмістили Управління кримського Державного заповідника. У 1920-х роках поблизу монастиря загинув від рук бандитів лісник Гарбуз Митрофан Гаврилович. Похований поблизу монастиря.
Під час Німецько-радянської війни всі будівлі колишнього монастиря були зруйновані. Залишилася неушкодженою лише каплиця над святим джерелом.
Почалося відродження обителі 14 червня 1994 року, коли архієпископ Сімферопольський і Кримський Лазар відслужив святкову літургію в каплиці над святим джерелом.
Нині монастир діє. Тут знаходиться ікони: ікона Божої Матері «Єрусалимська», яка написана і освячена на святій горі в Греції та ікона святих Косми і Даміана з частками їх мощей.
На території монастиря знаходиться джерело Савлух-Су. Поряд з монастирем — кордон Седуна.
У квітні 2021 року офіційний сайт Кримської єпархії РПЦвУ повідомив, що колаборант Володимир Константинов взяв "під особистий патронаж" монастир Святих Косьми і Даміана
4 серпня 2021 року монастир сильно постраждав через сель і сильні зливи. У монастирі РПЦвУ заявили про багатомільйонні збитки.

## Шлях до Монастиря
Існує декілька шляхів до Монастиря, основні з них такі:
- По Романівському шосе.
- Через Бабуган-яйлу: від Чорного моря різними стежками піднятися на Бабуган — далі через Бабуган до спуску в долину річок Сари-Су-Алабаш-Савлух-Су-Кебіт-Су-Альма:
  - варіант 1: через джерело Ак-Чокрак-перевал Дипло — урочище Дупля — гірський хребет Коник — спуск в долину річок Сари-Су-Алабаш-Савлух-Су-Кебіт-Су-Альма;
  - варіант 2: по стежці Талма-Богаз і джерело Талма — далі 2 км по Бабуган-яйлі стежкою Талма-Богаз — далі праворуч по стежці до скелі «Капелюх», що на північному схилі Бабугана-спуск в долину річок Сари-Су-Алабаш-Савлух-Су-Кебіт-Су-Альма.

## Галерея: Храмове свято 2013 року

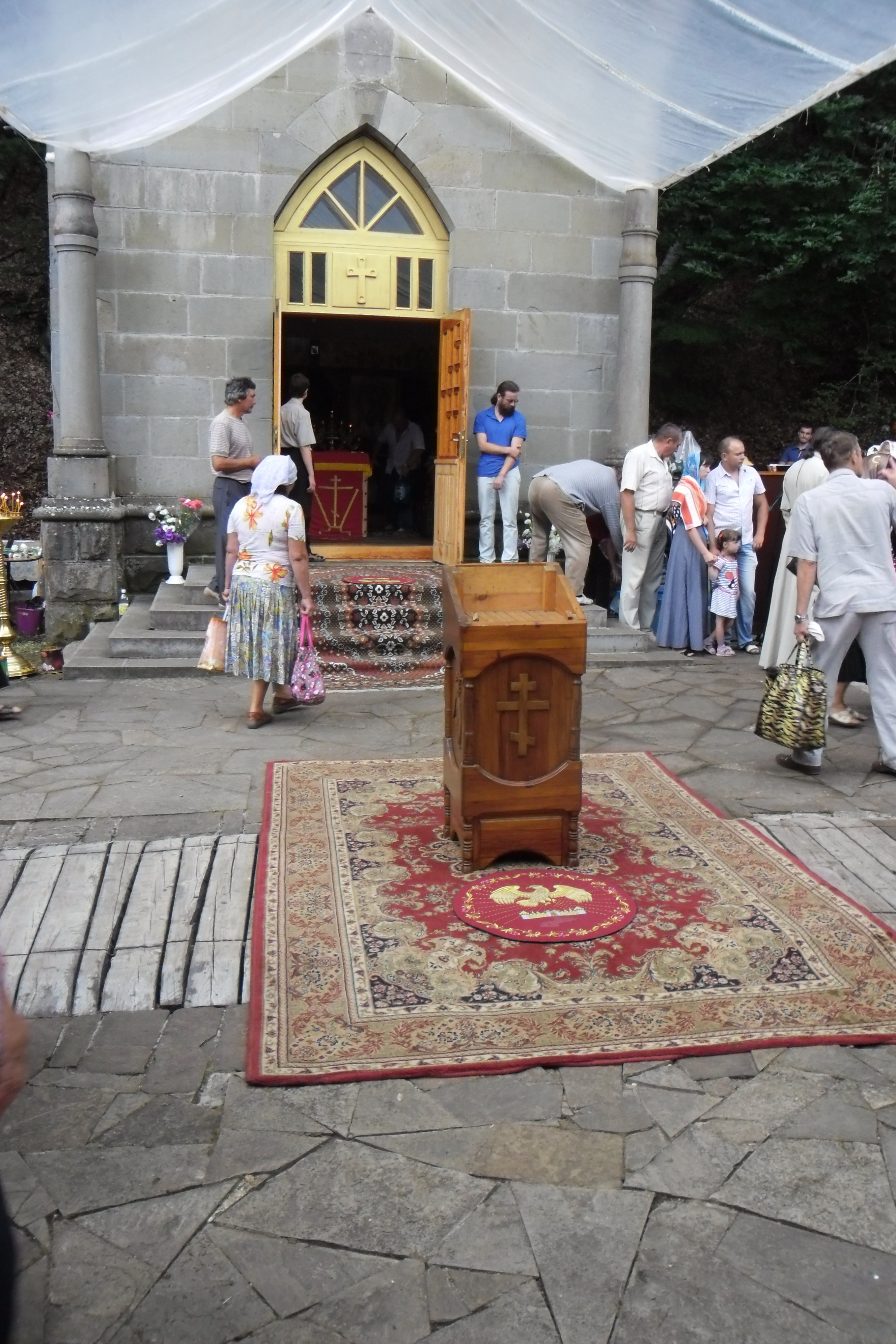
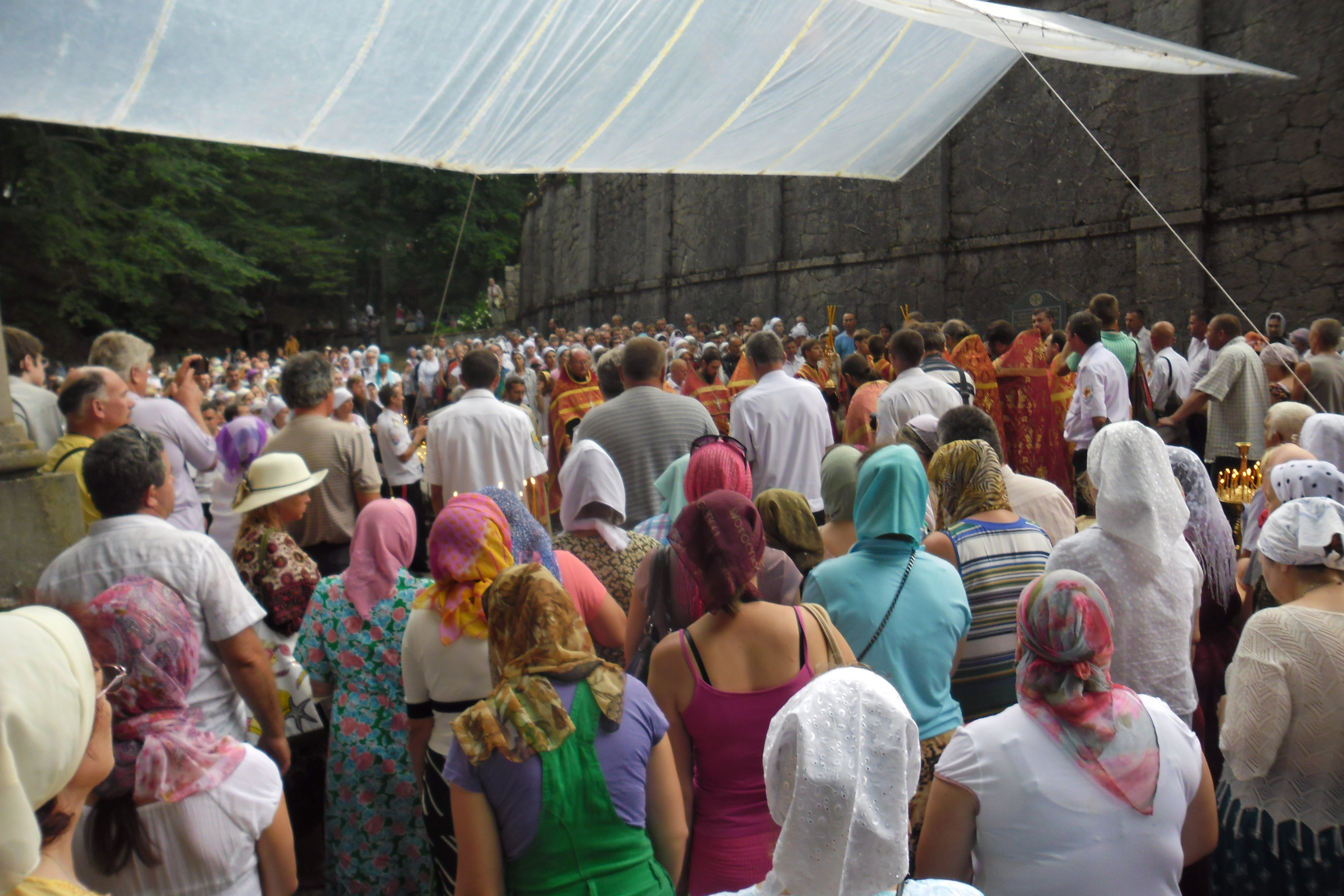
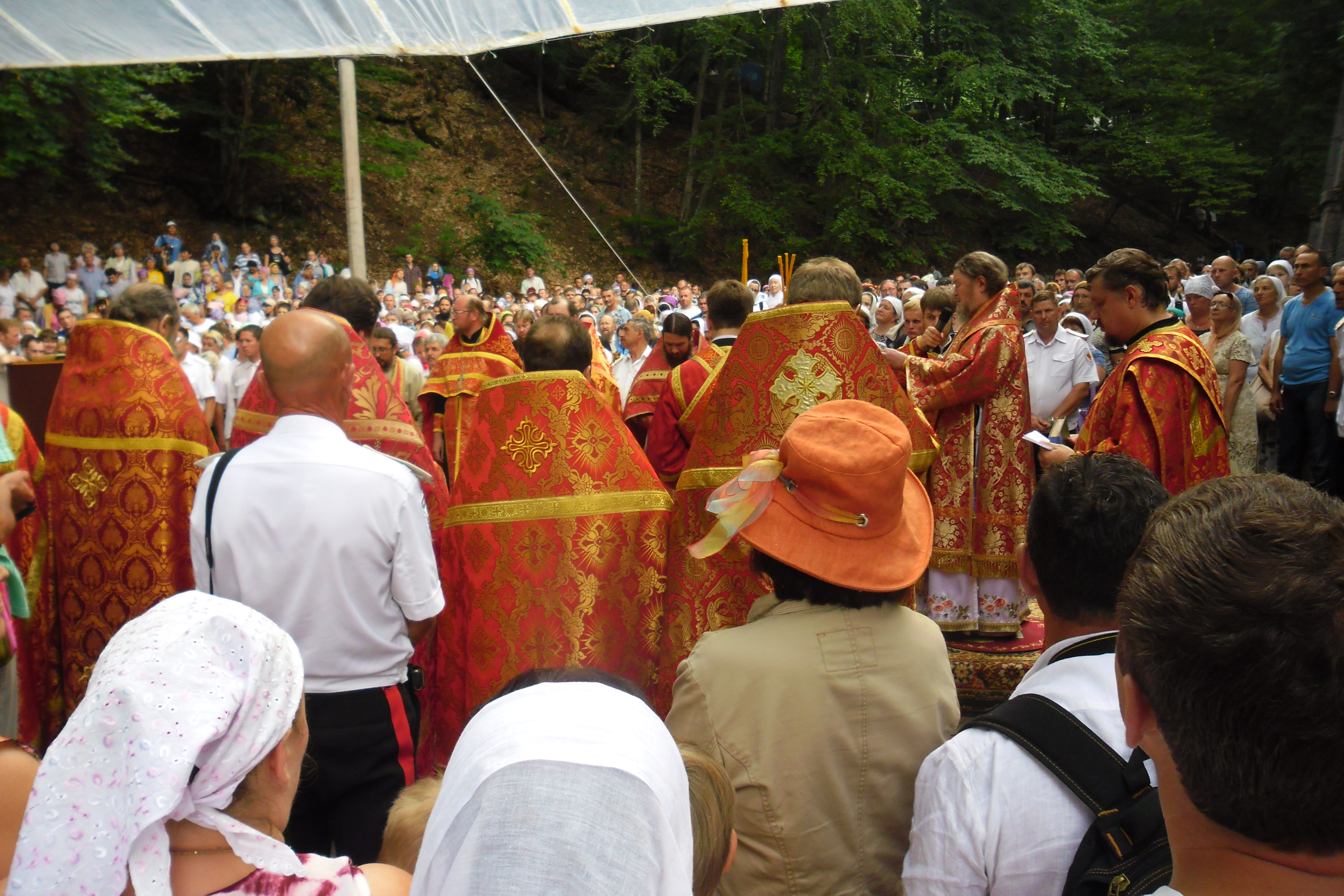
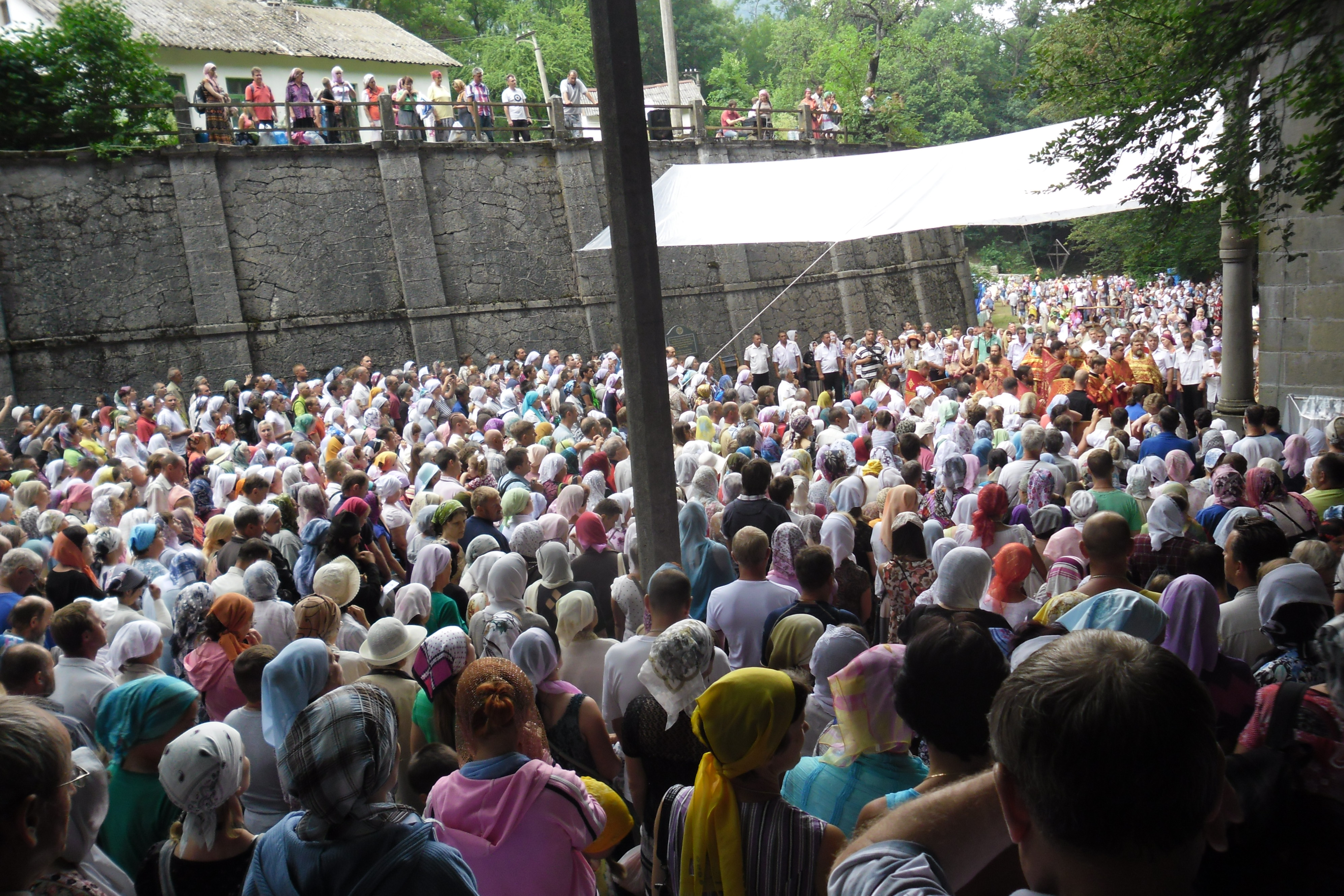
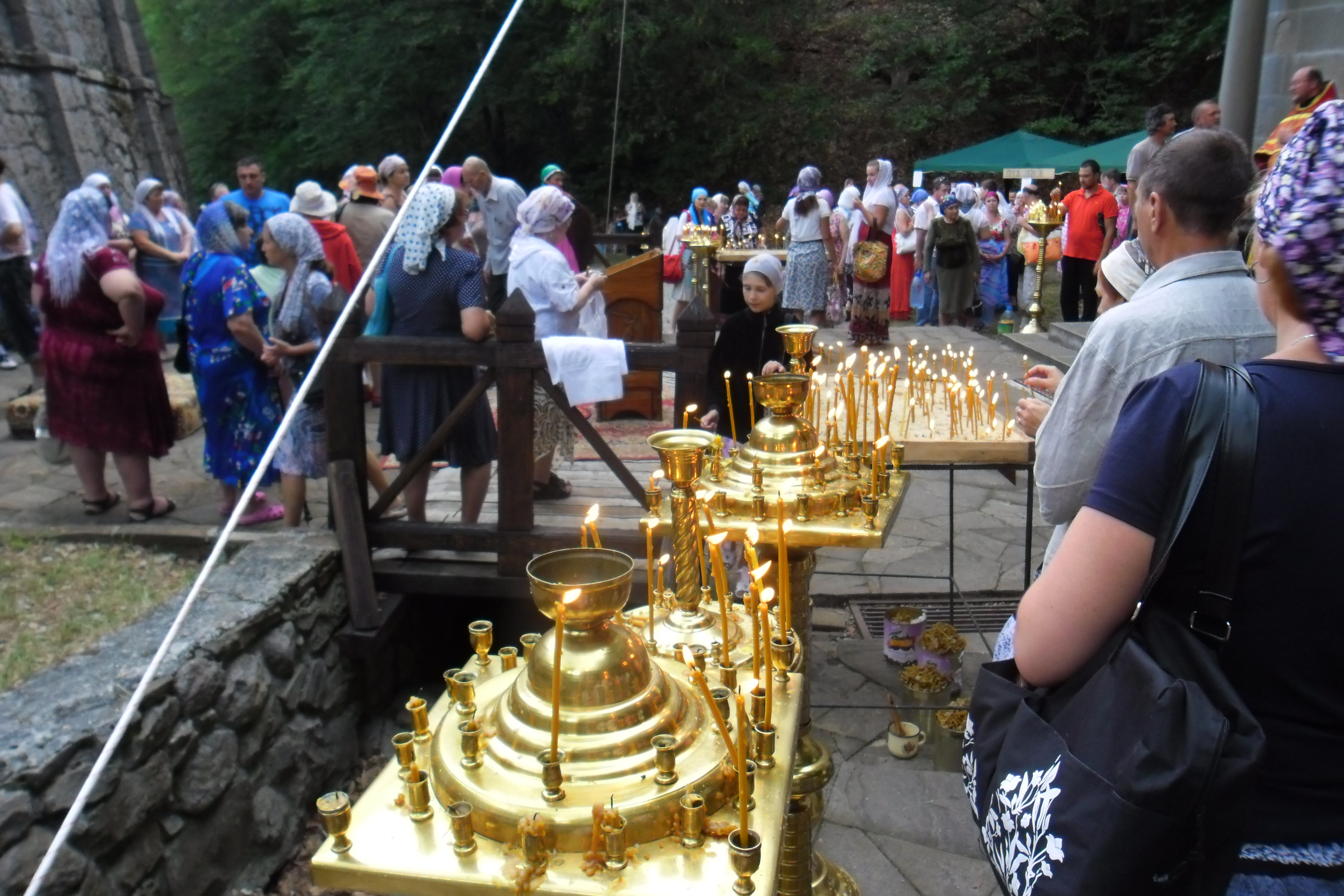
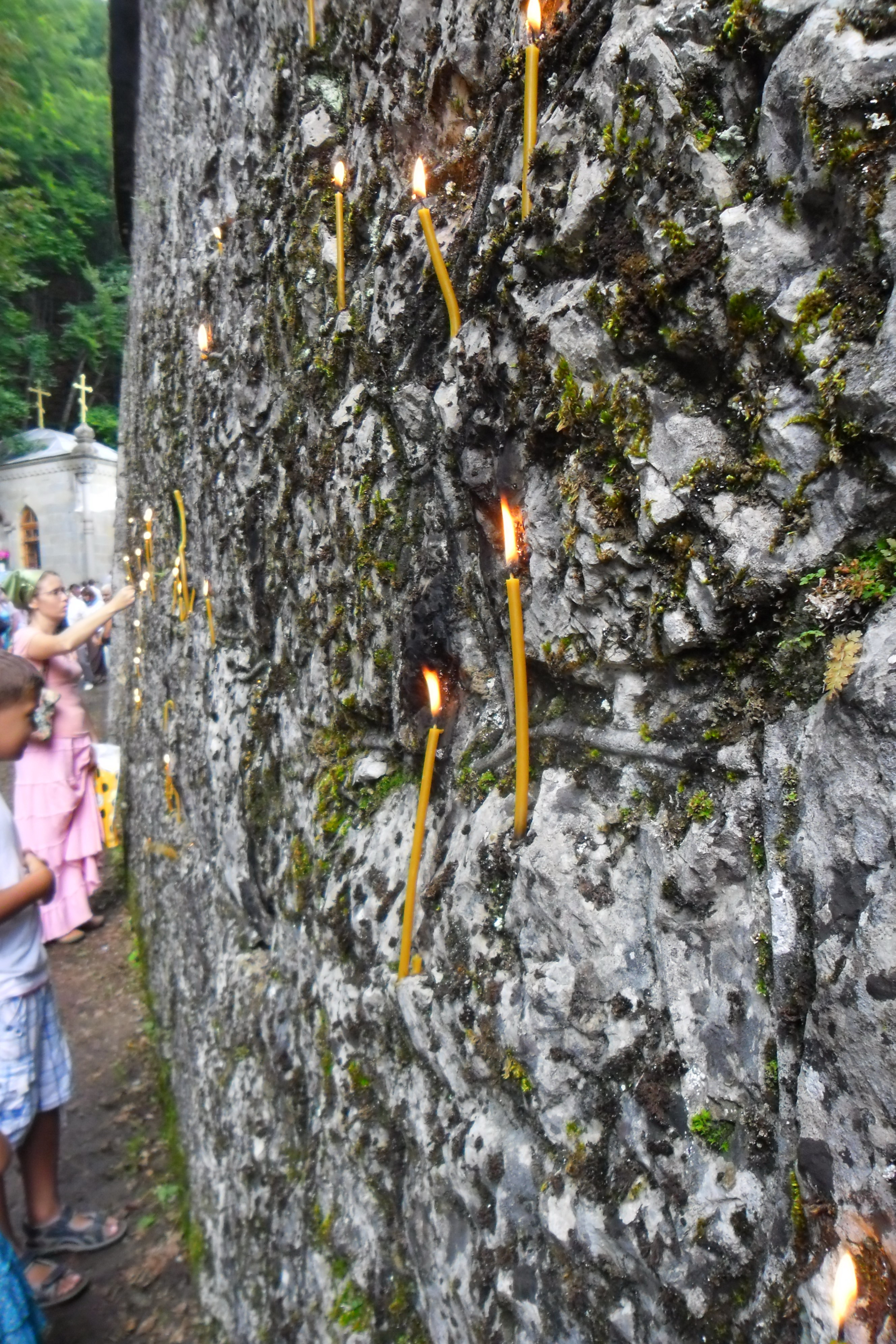
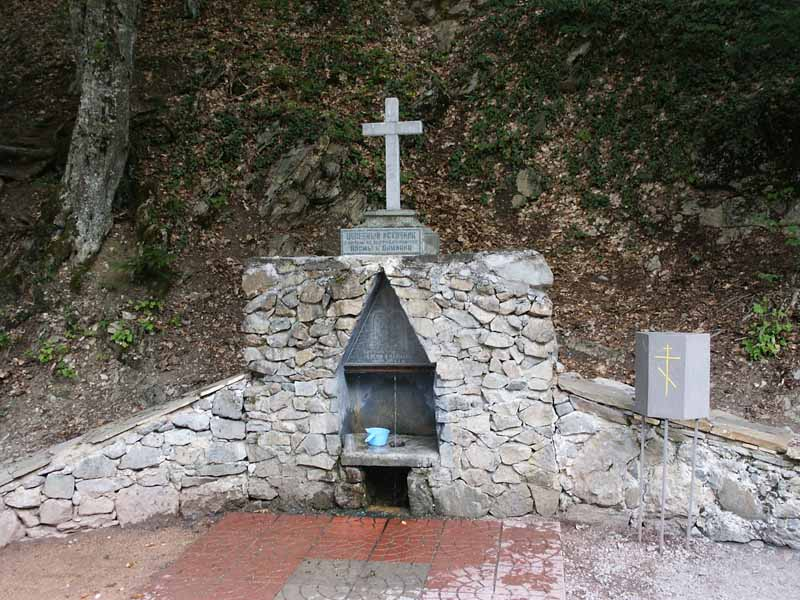
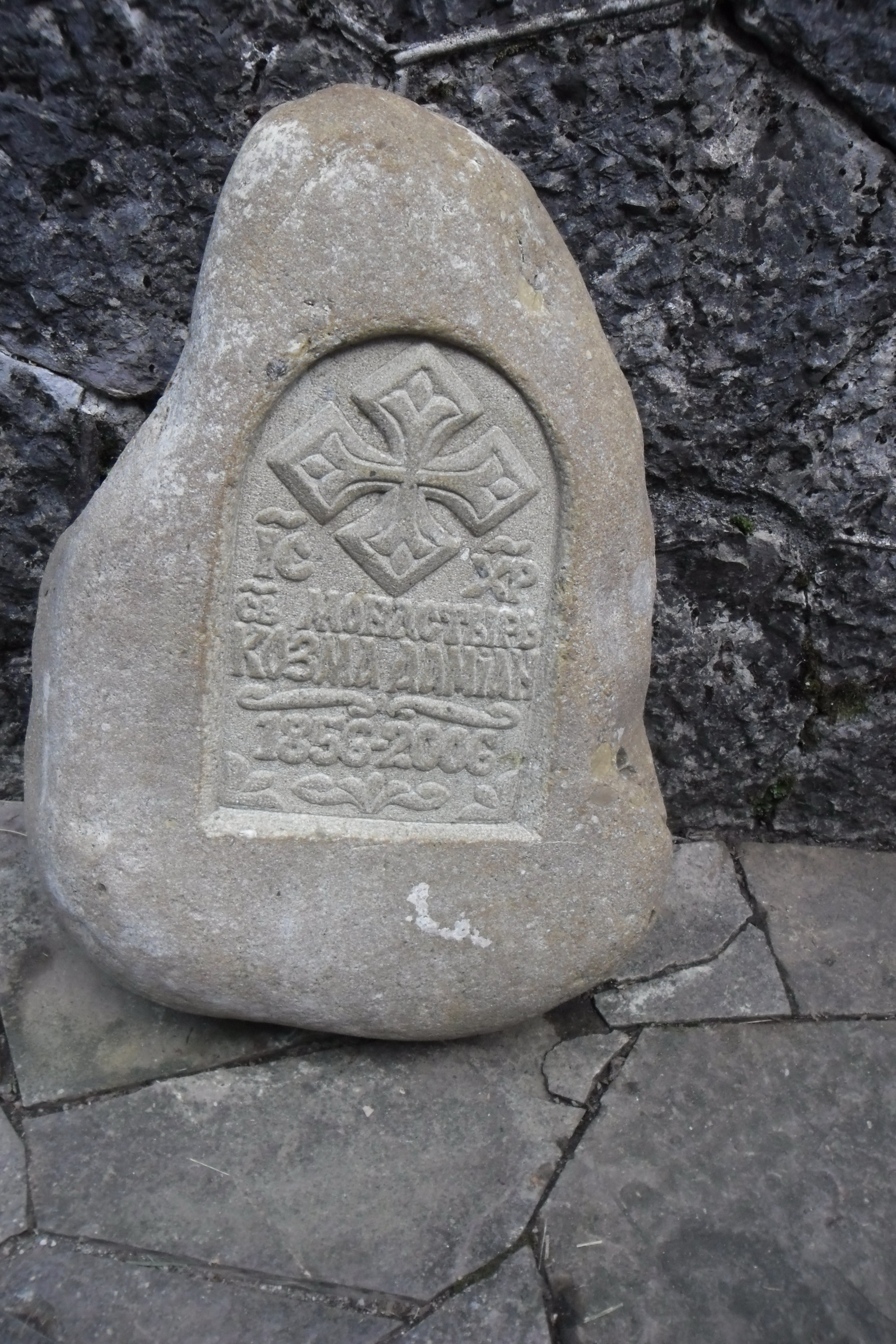

## Інтернет-ресурси
- Козьмо-Демьянівський монастир
- Путь в Козьмо-Демьяновский монастырь через Бабуган. И. Д. Иванов. Из путеводителя по КРЫМУ под редакцией К. Ю. Бумбера и др. Симферополь 1914 г.